# Sky News Weather
Sky News Weather ist Australiens einziger 24-Stunden-Wetterkanal. Er bietet Non-Stop-Updates für alle Bundesstaaten Australiens. Zu den regelmäßig ausgestrahlten Sendungen gehören Days Ahead, Australia Now, Rain and Dams, World of Weather, Burnfire Latest und The Beach and Surf Report.